# Robert Clarke (gouverneur)
Pour les articles homonymes, voir Robert Clarke.
Robert Clarke fut gouverneur des îles Bahamas de 1677 à 1682, à l'époque où celles-ci étaient impliquées dans la piraterie. 
Le nouveau gouverneur anglais de la Jamaïque sir Thomas Lynch lui reprocha d'avoir donné des commissions à des pirates comme John Coxon, qui trouva également refuge à Saint-Thomas, pour en faire des corsaires. Il démit Robert Clarke de ses fonctions de capitaine général et de gouverneur. 
Lynch et d'autres étaient les membres les plus en vue d'un groupe de marchands jamaïquains et londoniens, qui, avec la Royal African Company, entretenaient de grands espoirs de profits dans la Traite négrière, qui devait procurer l'or et l'argent espagnol à moins de frais que par l'intermédiaire des entreprises des flibustiers. 
Robert Lilburne lui a succédé ensuite pour deux ans (1682−1684), une armée espagnole reprenant le contrôle de l'île principale, appelée New Providence en janvier 1684. 